# Человек, который любит
Человек, который любит (итал. L'uomo che ama) — итальянский фильм 2008 года, снятый в жанре романтической драмы режиссёром Марией Соле Тоньяцци. Фильм был представлен на Римском кинофестивале 2008 года.

## Сюжет
Фильм описывает жизнь сорокалетнего фармацевта Роберто и его отношения с работой, семьёй и женщинами.

## В ролях
| Актёр                | Роль         |
| -------------------- | ------------ |
| Пьерфранческо Фавино | Роберто      |
| Ксения Раппопорт     | Сара         |
| Моника Беллуччи      | Альба        |
| Мариса Паредес       | доктор Кампо |
| Мишель Альяк         | Карло        |
| Кэтлин Куинлан       | Лори         |
| Арнальдо Нинки       | Витторио     |
| Пьера Дельи Эспости  | Джулия       |
| Глен Блэкхолл        | Юрий         |

## Награды и номинации
| Год  | Награда                                        | Категория                     | Номинант                    | Результат |
| ---- | ---------------------------------------------- | ----------------------------- | --------------------------- | --------- |
| 2008 | Римский кинофестиваль                          | Golden Marc'Aurelio Award     | Мария Соле Тоньяцци         | Номинация |
| 2009 | Давид ди Донателло                             | Лучшая песня                  | Фабио Абате                 | Номинация |
| 2009 | Golden Graals                                  | Лучший композитор             | Кармен Консоли              | Победа    |
| 2009 | Golden Graals                                  | Лучший драматический режиссёр | Мария Соле Тоньяцци         | Номинация |
| 2009 | Italian National Syndicate of Film Journalists | Special Silver Ribbon         | Пьера Дельи Эспости         | Победа    |
| 2009 | Italian National Syndicate of Film Journalists | Лучшая песня                  | Фабио Абате, Кармен Консоли | Номинация |